# Chiến tranh Punic lần thứ nhất
Chiến tranh Punic lần thứ nhất (264-241 TCN) là cuộc chiến tranh lớn đầu tiên xảy ra giữa Carthage và Cộng hòa La Mã, kéo dài suốt 23 năm giữa hai thế lực hùng mạnh tranh nhau quyền làm chủ ở phía Tây Địa Trung Hải. Trước khi cuộc chiến xảy ra, Carthage, mà vùng lãnh thổ chính thuộc Tunisia ngày nay, đã là thế lực chi phối miền Tây Địa Trung Hải. Tuy nhiên, sau cuộc chiến tranh, La Mã là kẻ chiến thắng và đặt ra một hiệp ước nghiêm ngặt với một khoản bồi thường tài chính nặng nề chống lại Carthage.
Một loạt các cuộc chiến tranh giữa người Carthage và người La Mã còn được người La Mã biết đến là "Chiến tranh Punic" vì tên Latin của người Carthage là Punici, bắt nguồn từ Phoenici, ám chỉ tổ tiên Phoenici của người Carthage cổ đại.

## Bối cảnh

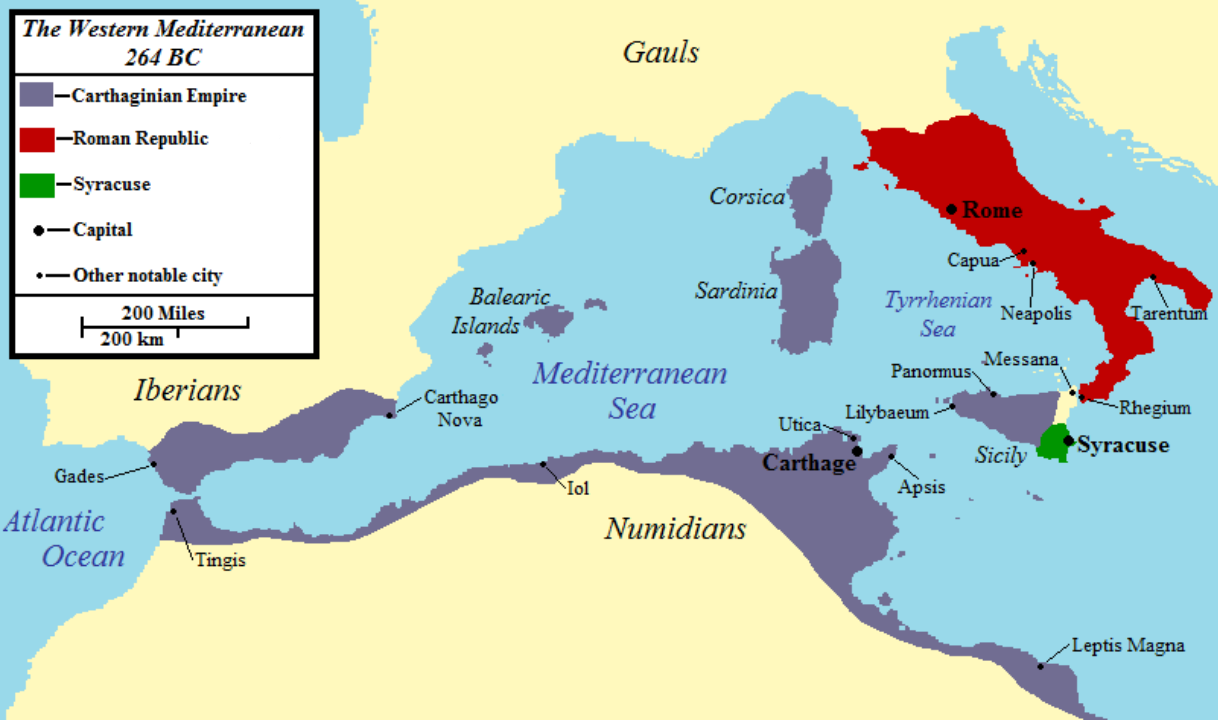
Bản đồ miền Tây Địa Trung Hải năm 264 TCN. La Mã màu đỏ, Carthage màu xám, và Syracuse màu xanh lục.

Đến giữa thế kỷ 3 TCN, người La Mã đã chiếm được toàn bộ bán đảo Ý. Quá trình này thống nhất này kéo dài hơn 100 năm và thành La Mã đã đánh bại nhiều thế lực đua tranh trong quá trình tạo chỗ đứng trên bán đảo Ý. Đầu tiên là liên minh Latin đã bị giải tán bằng vũ lực trong Chiến tranh Latin, sau đó là thế lực của người Samnites đã bị đánh bại trong 3 cuộc chiến tranh trong chiến tranh Samnite, và những thành thị Hy Lạp của Đại Hy Lạp (Magna Graecia) vốn đã được Pyrros của Ipiros thống nhất, cuối cùng đã quay sang quy phục người La Mã vào lúc kết thúc chiến tranh Pyrros.
Carthage lúc này đang nắm quyền làm chủ hải quân ở khu vực miền Tây Địa Trung Hải. Bắt nguồn từ một thuộc địa của người Phoenici ở châu Phi, gần thành phố Tunis ngày nay, Carthage đã dần dần phát triển thành trung tâm của một nền văn minh có quyền lực dọc theo bờ biển Bắc châu Phi và tiến sâu vào khu vực nội địa, cũng có thể bao gồm các đảo Balearic, Sardegna, Corse, một khu vực nhỏ ở miền Nam Tây Ban Nha, và phía Tây Nam của Sicilia. Cuộc xung đột bắt đầu khi cả La Mã và Carthage can thiệp vào thành phố Messana, thành phố của người Sicilia gần bán đảo Ý.

## Bắt đầu

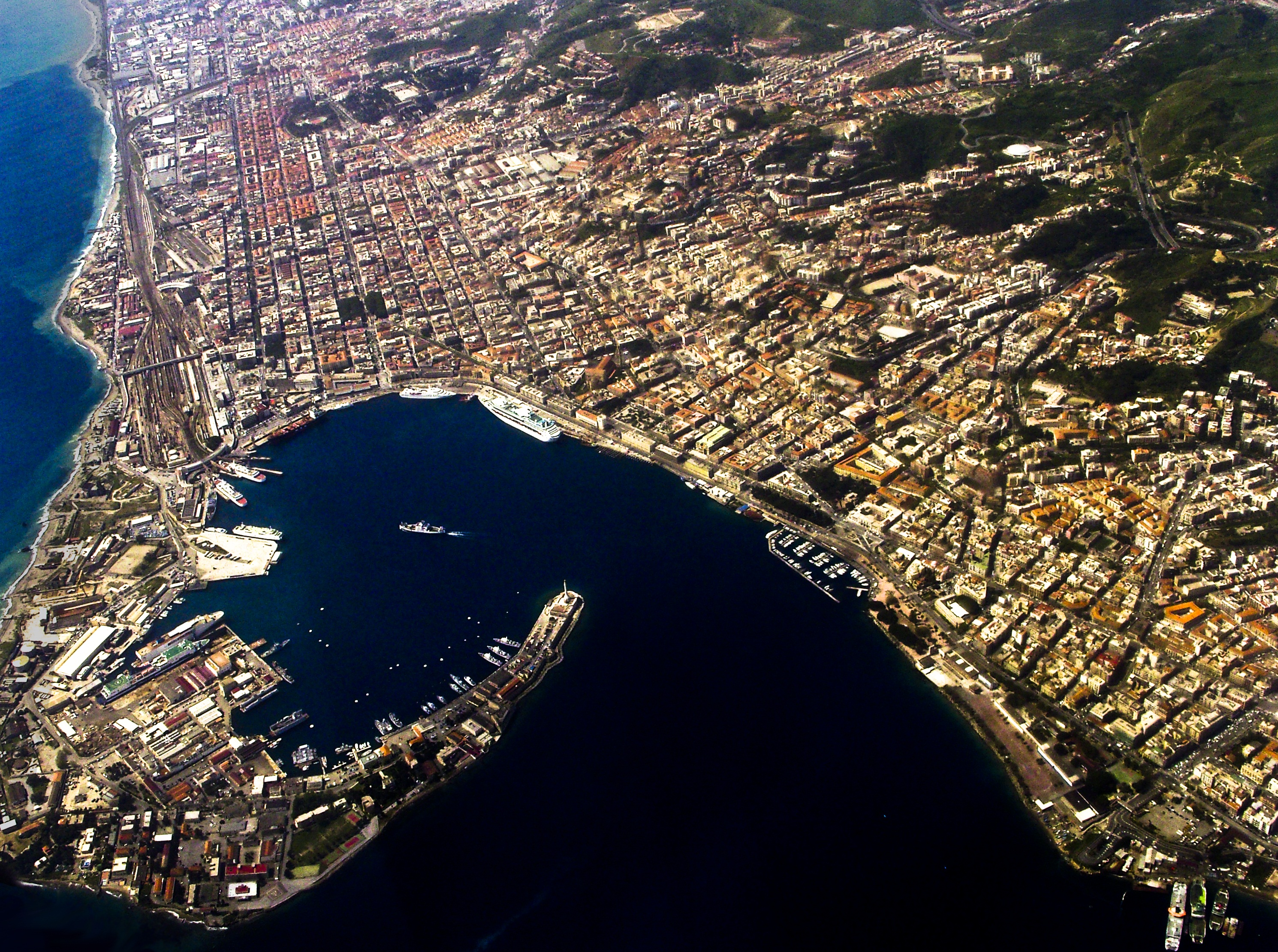
Cảng Messina, San Raineri - một quân cảng của La Mã trong thời hiện đại.

Vào năm 288 TCN, những người Mamertine - một nhóm lính đánh thuê người Ý (Campanian) - ban đầu phục vụ dưới quyền Agathocles của Syracuse - chiếm thành phố Messana (Messina ngày nay) nằm ở đỉnh phía Tây bắc của Sicilia, giết chết tất cả những người đàn ông và bắt những người phụ nữ làm vợ cho họ. Tại cùng một thời điểm, một đội quân La Mã được thành lập ở Campanian từ "những công dân không có quyền bỏ phiếu" cũng đang chiếm quyền kiểm soát thành Rhegium, nằm ở eo biển nối với lục địa Ý. Vào năm 270 TCN, người La Mã chiếm lại Rhegium và trừng phạt nghiêm khắc những kẻ sống sót sau cuộc nổi loạn. Ở Sicilia, những người Mamertine cướp bóc những vùng nông thôn và xung đột với các khu vực thuộc vương quốc độc lập Syracuse. Hiero II, bạo chúa của Syracuse, đã đánh bại người Mamertines gần Mylae trên bờ sông Longanus. Sau thất bại ở sông Longanus, những người Mamertine cầu cứu sự giúp đỡ từ cả La Mã và Carthage. Và hành động đầu tiên của người Carthage là tiếp cận Hiero, ngăn ngừa để ông ta không có thêm hành động nào và buộc người Mamertine chấp nhận một đơn vị đồn trú của người Carthage ở Messana. Hoặc là không hài lòng với viễn cảnh của một đơn vị đồn trú của Carthage, hoặc tin rằng liên minh gần đây giữa La Mã và Carthage chống Pyrros phản ánh mối quan hệ thân mật giữa hai bên, người Mamertine cầu viện tới La Mã để tìm kiếm sự liên minh. Hy vọng để có sự bảo trợ đáng tin cậy hơn. Tuy nhiên, sự ganh đua giữa La Mã và Carthage đã tăng lên kể từ cuộc chiến tranh với Pyrros; một liên minh giữa 2 thế lực hùng mạnh là không còn khả thi.
Một cuộc tranh luận lớn đã diễn ra tại La Mã về vấn đề chấp nhận hay không chấp nhận sự cầu xin giúp đỡ người Mamertine vì có thể tham gia vào một cuộc chiến tranh với Carthage. Trong khi những người La Mã đã không muốn đi đến trợ giúp những người lính đã vô cớ cướp lấy thành phố từ những người chủ hợp pháp của nó, và mặc dù họ vẫn còn phục hồi từ các cuộc nổi dậy của quân nổi loạn Campania tại Rhegium vào năm 271 TCN, nhiều người cũng không muốn nhìn thấy sức mạnh của Carthage tại Sicilia mở rộng thêm nữa. Để mặc người Carthage một mình ở Messana sẽ giúp họ rảnh tay để đối phó với Syracuse. Một khi người Syracuse bị đánh bại thì việc chiếm đóng Sicilia của người Carthage sẽ hoàn thành. Vấn đề bế tắc của viện nguyên lão đã được đưa ra trước dân chúng và một quyết định được đưa ra là chấp nhận lời cầu cứu của người Mamertine. Appius Claudius Caudex được chọn làm chỉ huy của cuộc viễn chinh với mệnh lệnh vượt biển đến Messina.

## Giao tranh trên bộ

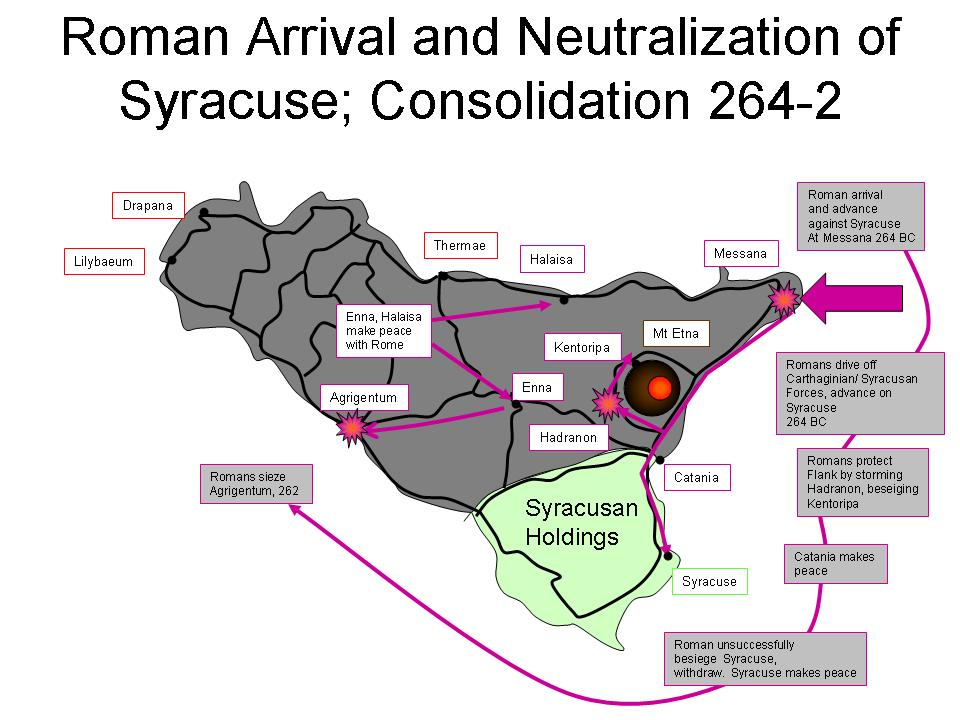
Người La mã tới và sự trung lập của Syracuse.

Sicilia là một hòn đảo với nhiều đồi núi,với những trở ngại về địa lý và địa hình gồ ghề gây khó khăn trong liên lạc và bảo vệ.Chính vì vậy giao tranh trên bộ giữ vai trò chính trong chiến tranh Punic lần thứ nhất.Những hoạt động trên bộ chỉ bao gồm những cuộc giao tranh ở những trận đánh nhỏ và các chiến dịch ngắn,với một vài trận đánh ác liệt.bao vây và phong tỏa là phổ biến nhất xảy ra với một số lượng lớn quân đội và thường xuyên. Mục tiêu chính bị phong tỏa là các hải cảng quan trọng.
Cuộc chiến tranh trên bộ ở Sicilia bắt đầu với việc đổ bộ của người La Mã ở Messana năm 264 TCN. Mặc dù địch thủ của người La Mã, Carthage có được lợi thế về hải quân, nhưng người La Mã đã đạt được mục đích mà không gặp trở ngại nào đáng kể. Hai quân đoàn dưới sự chỉ huy của Appius Claudius Caudex đổ bộ ở Messana, nơi người Mamertines đã đuổi được đội quân đồn trú Carthage dưới sự chỉ huy của Hanno (không liên quan đến Hanno Vĩ Đại). Sau khi đánh bại các lực lượng của Syracuse và Carthage vây hãm Messana, người La mã hành quân về phía nam và bao vây Syracuse. Sau một cuộc bao vây ngắn, không có sự trợ giúp của người Carthage, người Syracuse đã ký kết hiệp ước hòa bình với La Mã. Theo các điều khoản của hiệp ước, Syracuse sẽ trở thành một đồng minh La Mã, phải trả một khoản bồi thường là 100 talent bạc và có lẽ quan trọng nhất, sẽ đồng ý để giúp cung cấp cho quân đội La Mã tại Sicilia. Điều này đã giải quyết vấn đề cung cấp cho quân đội La Mã ở nước ngoài trong khi phải đối mặt với kẻ thù có lực lượng hải quân mạnh hơn. Theo sau Syracuse, nhiều thành bang nhỏ hơn của Sicilia vốn phụ thuộc Carthage cũng chuyển sang theo La Mã.
Trong khi đó, Carthage đã bắt đầu xây dựng một đội quân lính đánh thuê ở châu Phi mà được chuyển đến Sicilia để đối phó với người La mã. Theo sử gia Philinus, đội quân này bao gồm 50.000 bộ binh, 6.000 kỵ binh, và 60 con voi, mặc dù những con số này có thể nhiều hơn. Theo Polybius, quân đội này có một phần gồm người Liguria, Celts và Iberia.
Trong cuộc chiến tranh vừa qua tại Sicilia, Carthage đã thắng bằng cách dựa vào một số cứ điểm được tăng cường mạnh mẽ trên khắp hòn đảo, và kế hoạch của họ là tiến hành chiến tranh trên bộ với cùng một cách tiến hành. Quân đội lính đánh thuê sẽ tiến hành các hoạt động chống lại người La Mã, trong khi các thành phố được tăng cường mạnh mẽ sẽ cung cấp một căn cứ phòng thủ mà từ đó giúp cho họ hoạt động.

### Trận Agrigentum
Một trong những thành phố, Agrigentum (được người Hy Lạp biết đến là Acragas), sẽ là trở thành vấn đề với người La Mã. Năm 262 TCN, La Mã tiến hành bao vây Agrigentum, một hoạt động mà cả quân đội của các chấp chính quan cũng tham gia - tổng số là bốn quân đoàn La Mã - và họ đã mất nhiều tháng để giải quyết. Các đơn vị đồn trú của Agrigentum đã cố gắng để kêu gọi quân tiếp viện và cứu trợ từ các lực lượng Carthage chỉ huy bởi Hanno được phái đến để giải cứu và phá hủy các kho lương thực của người La Mã tại Erbessus. Sau một vài cuộc giao tranh ngắn, bệnh tật tấn công quân đội La Mã trong khi nguồn lương thực ở Agrigentum đã đang ở mức thấp, và cả hai bên đã thấy rằng một trận chiến mở là thích hợp hơn với tình hình hiện tại. Mặc dù người La Mã đã giành một chiến thắng dễ dàng trước lực lượng cứu viện của Carthage trong trận Agrigentum, quân đội Carthage bảo vệ thành phố đã cố gắng để rút lui. Agrigentum, bây giờ không còn khả năng phòng thủ thực sự, và quá dễ dàng cho những người La Mã, những người sau đó đã cướp phá thành phố và bắt dân chúng làm nô lệ.
Người La Mã bây giờ tiếp tục đi về hướng tây từ Agrigentum để giải vây vây cho các thành phố Segeste và Macella, đã đứng về phía La Mã và bị tấn công bởi người Carthage vì vấn đề này.

## Người La Mã xây dựng hạm đội
Vào lúc bắt đầu cuộc chiến tranh Punic lần thứ nhất, La Mã hầu như không có kinh nghiệm trong thủy chiến, trong khi Carthage có rất nhiều kinh nghiệm về biển nhờ hàng thế kỷ thương mại bằng đường biển. Tuy nhiên, Nhà nước Cộng hòa La Mã đang lớn mạnh đã sớm hiểu được tầm quan trọng của việc kiểm soát Địa Trung Hải từ kết quả của cuộc xung đột này

### Con ó

Diagram of a corvus boarding device.

## Trận Mylae

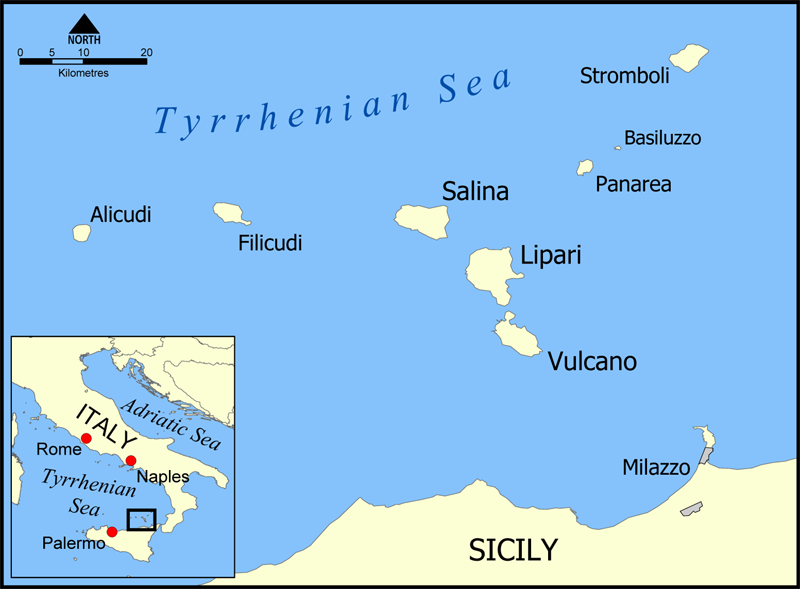
Vị trí của Mylae (Milazzo) trên bờ biển phía Bắc Sicilia.

## Cuộc phản công của Hamilcar

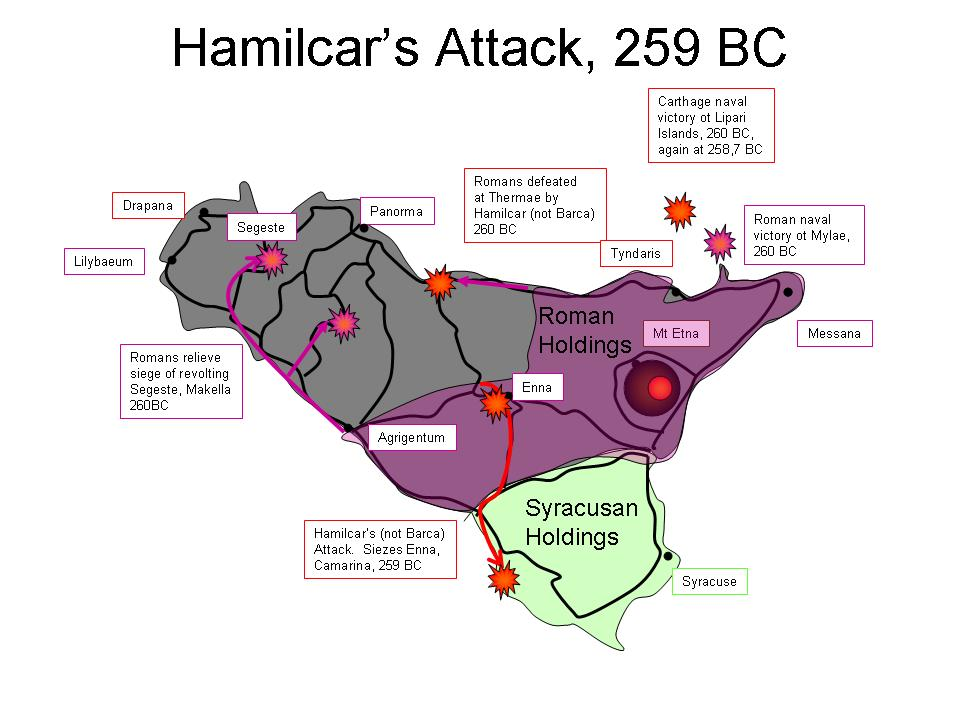
Cuộc tấn công của Hamilcar.

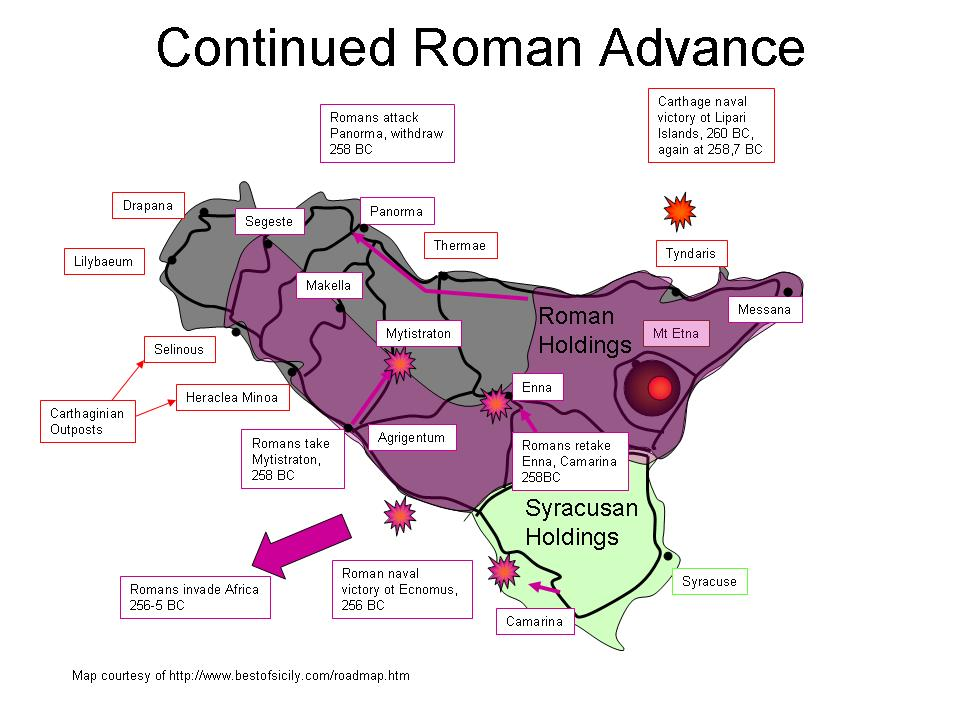
Đà tiến quân của người La Mã trong giai đoạn từ năm 260-256 TCN.

### Trận mũi Ecnomus

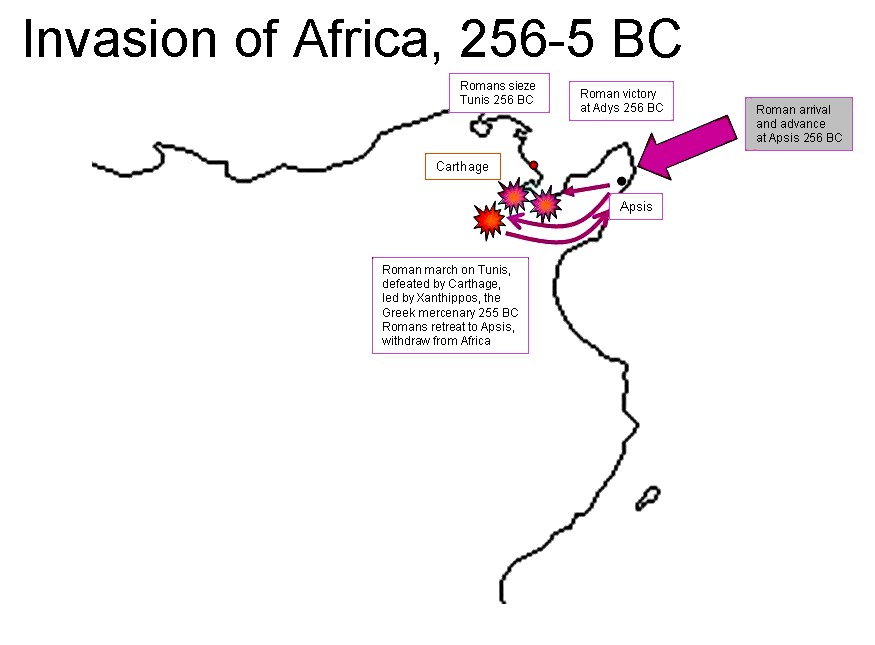
Cuộc xâm lược châu Phi.

## Người La Mã tiếp tục tấn công

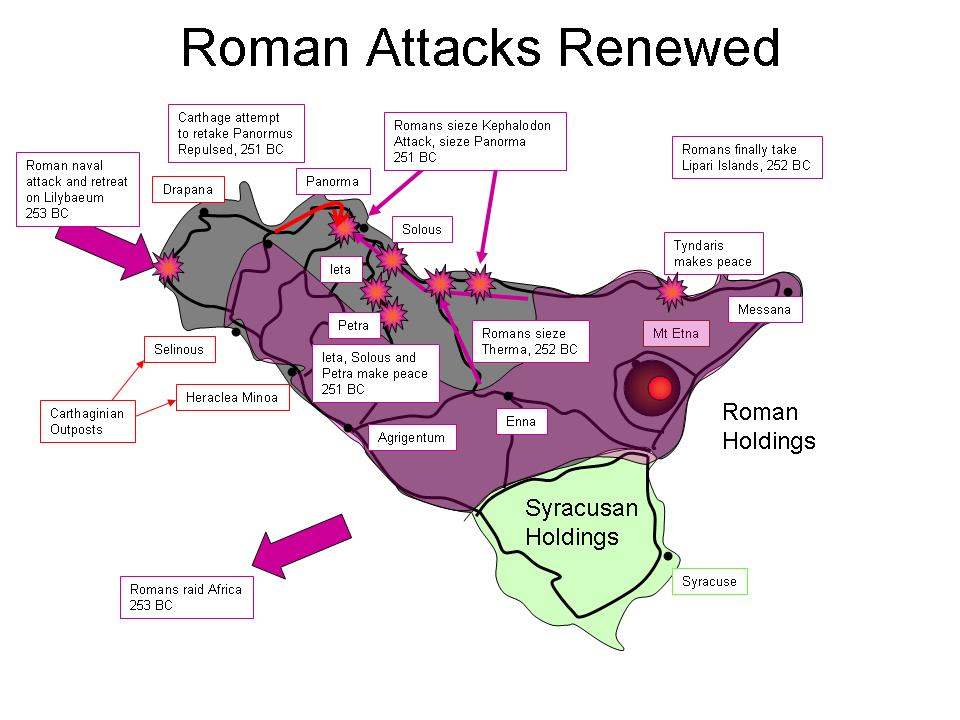
Người La mã tấn công trong giai đoạn từ năm 253-251 TCN.

### Cuộc viễn chinh phía Tây Nam

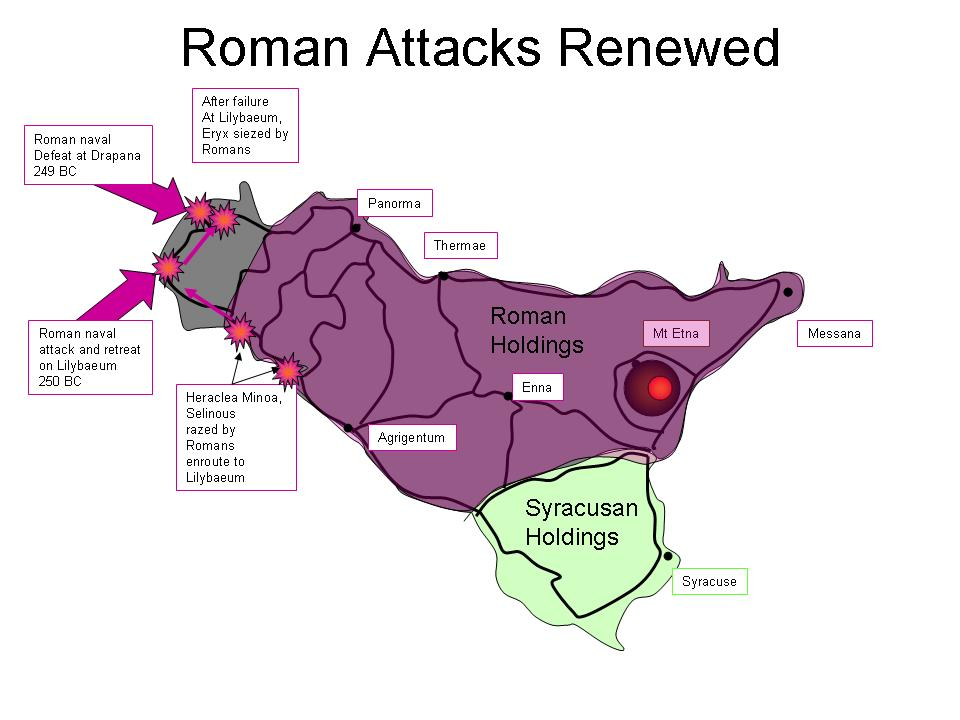
Người La Mã tấn công trong giai đoạn từ năm 250-249 TCN.

### Sự bế tắc ở Sicilia

Người Carthage đàm phán hòa bình và triệt thoái.

## Vai trò của những trận thủy chiến

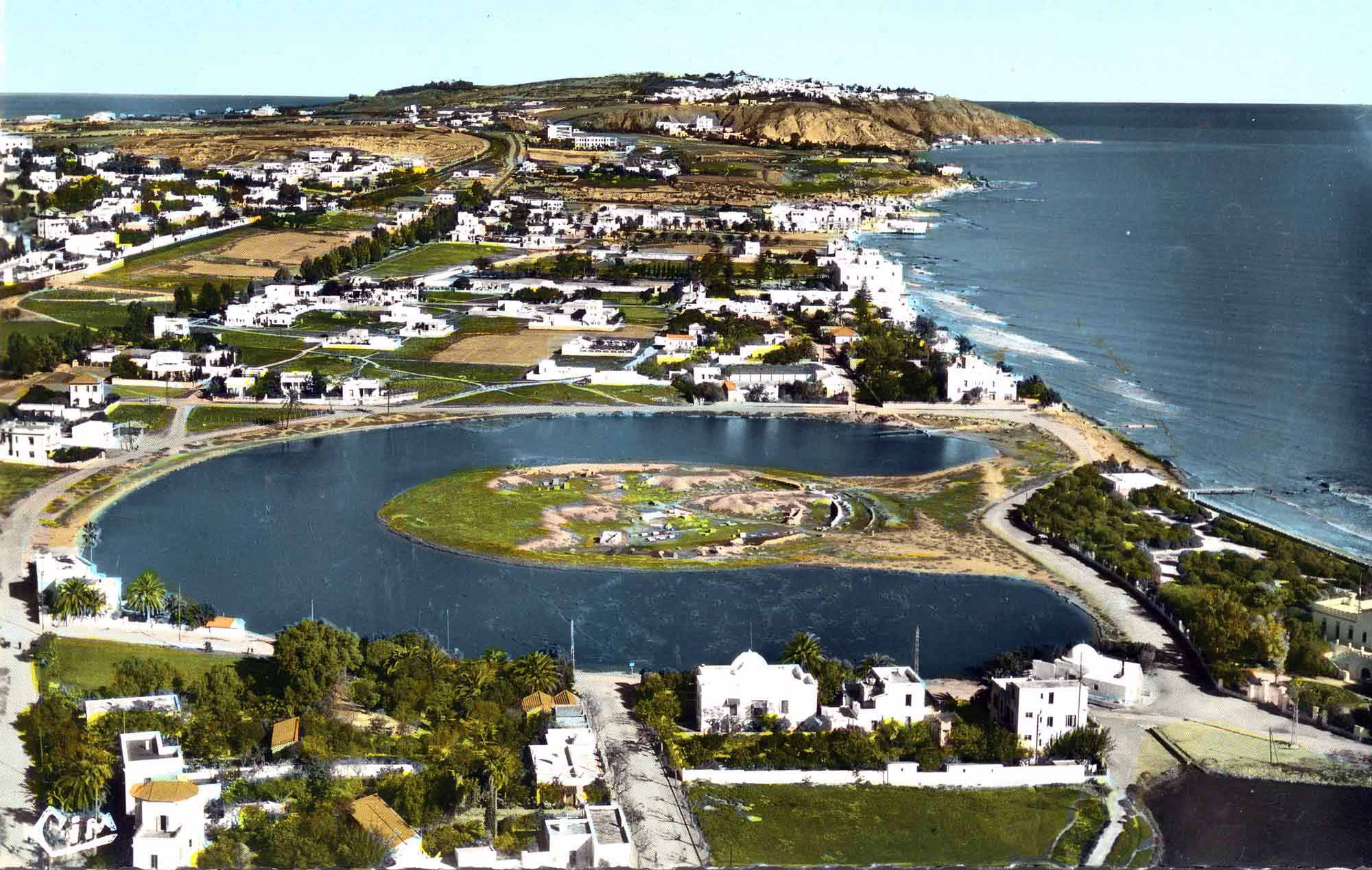
Photo of the remains of the naval base of the city of Carthage. Before the war, Carthage had the most powerful navy in the western Mediterranean.